# Greatest Hits (album av Secret Service)
Greatest Hits är ett Samlingsalbum med Secret Service utgivet i november 1982. En ny singel "Dancing In Madness" släpptes månaden före. Många av låtarna är även ommixade.

## Låtlista[2]
1. Dancing in Madness 3.06 [inspelad 1981 Park Studio]
2. Broken Hearts 3.36 [1982 Park Studio Remix]
3. Over Town 3.26 [1982 Park Studio Remix]
4. Oh Susie 3.54 [1982 Park Studio Remix]
5. Crossing a River 3.41 [1982 Park Studio Remix]
6. L.A. Goodbye 3.16 [1982 Park Studio Remix]
7. If I Try 3.35 [1982 Park Studio Remix]
8. Cry Softly 3.37 [inspelad 1981 Park Studio]
9. Flash in the Night 3.47 [1982 Park Studio Remix]
10. Ye-Si-Ca 3.25 [1982 Park Studio Remix]
11. Give Me Your Love 4.06 [1982 Park Studio Remix]
12. Ten O'Clock Postman 3.34 [1982 Park Studio Remix]

## Musiker
- Ola Håkansson - sång
- Ulf Wahlberg - syntar
- Tonny Lindberg - gitarr
- Leif Paulsen - bas
- Leif Johansson - trummor
- Tim Norell - syntar